# Liste der Kulturdenkmale in Scheergrund
In der Liste der Kulturdenkmale in Scheergrund sind die Kulturdenkmale des Leisniger Ortsteils Scheergrund verzeichnet, die bis Mai 2023 vom Landesamt für Denkmalpflege Sachsen erfasst wurden (ohne archäologische Kulturdenkmale). Die Anmerkungen sind zu beachten.
Diese Aufzählung ist eine Teilmenge der Liste der Kulturdenkmale in Leisnig.

## Scheergrund
| Bild                                    | Bezeichnung                                                                                          | Lage                   | Datierung           | Beschreibung | ID       |
| --------------------------------------- | --- | ---------------------- | ------------------- | --- | -------- |
|                                         | Wasserkraftwerk Klosterbuch an der Freiberger Mulde                                                  | Klosterbuch 41 (Karte) | 1923–1925           | Landschaftsprägender Gebäudekomplex mit Geschichts- und Dokumentationswert, technisches Denkmal. 1923 Baubeginn, Baudurchführung nach Notstandsplan, das bedeutete, dass zahlreiche Arbeitslose für Bauarbeiten herangezogen wurden. Das aus drei unterschiedlichen Gebäuden bestehende Kraftwerk Scheergrund wurde als Laufwasserkraftwerk erbaut. Das bedeutet, dass nur die Kraft des fließenden Wassers genutzt wurde. Durch diese Konstruktionsart schwankt die Strommenge bei unterschiedlicher Wassermenge. Heute WESAG, saniert mit denkmalschutzrechtlicher Genehmigung, Lage zwischen Mulde und Bahngleis. Im Kraftwerk im großen Maschinenhaus zwei Kaplan-Turbinen (800 kW und 300 kW.), welche Synchron-Generatoren antreiben. Diese Turbinen haben verstellbare Laufradschaufeln, mit deren Hilfe man auf schwankende Wasserstände optimal reagieren kann. Das Wasserkraftwerk mit einem Wasserdurchsatz von 34 m³/s produziert im Jahresdurchschnitt 5.000 MWh Elektroenergie. Zum Wasserkraftwerk gehört das größte überdachte Hochwehr Europas (siehe Westewitz). Das Hochwehr diente der Bereitstellung der für das Wasserkraftwerk benötigten Wasserdurchflussmenge. Hochwehr und Wasserkraftwerk wurden 1992 bis 1994 grundlegend saniert (Denkmale am Muldental-Radweg im Landkreis Döbeln. in: Denkmale im Landkreis Döbeln. H. 9, 2008.) Aus drei Gebäuden bestehend, dem Maschinenhaus, dem Trafohaus und einem Zwischenbau zwischen beiden Gebäuden, in dem sich ein Batterieraum für den Notfall, ein Werkstattraum und ein Sozialraum befindet. Die Baukosten des Gesamtkomplexes betrugen 117 900 Reichsmark. Erbauungszeitraum 1923 bis 1925. In der Nähe des Kraftwerkes befindet sich ein Zweifamilienwohnhaus für die Maschinisten, welches zeitgleich erbaut wurde. Betriebszeit von 1925 bis 1946 relativ störungsfrei. Von April bis Juni 1946 Ausbau des gesamten Maschinen- und Steuerungsmaterial als Reparationsleistung an die Sowjetunion. 1953 wurde Beschluss zur Wiederinbetriebnahme gefasst. Bei der maschinellen Ausstattung musste improvisiert werden, wobei nicht die gleiche Strommenge wie 1924 erzeugt werden konnte. 1955 konnte wieder Strom geliefert werden. 1992 Sanierung Wasserkraftwerk und Generalüberholung der gesamten technischen Anlage. 1993 bis 1994 totale Erneuerung der maschinentechnischen und steuerungstechnischen Einrichtung. | 08967675 |
| Direkt Bild zu diesem Denkmal hochladen | Eisenbahnbrücke                                                                                      | Scheergrund (Karte)    | 1869                | Natursteinbrücke über den Schafbach an Bahnstrecke Borsdorf–Coswig, verkehrs- und technikgeschichtlich von Bedeutung. Zyklopenmauerwerk mit Sandsteinbogen, Einbogenbrücke, Fahrauflage erweitert. | 08967676 |
|                                         | Mühlengebäude mit Resten eines Wasserrades und Mühlentechnik sowie Nebengebäude eines Mühlenanwesens | Scheergrund 1 (Karte)  | 1849                | Mühlenkomplex mit 2011 noch teilweise erhaltenem eisernen Wasserrad, Kulturdenkmal von technikgeschichtlicher und ortsgeschichtlicher Bedeutung, das eiserne Wasserrad von 1849 mit Seltenheitswert. 1550 erstmals als Getreidemühle urkundlich erwähnt, damals im Besitz von Ritter Hans von Comerstat (Besitzer Vorwerk und Schäferei Tautendorf), langjährig als Getreide- und Schrotmühle betrieben, Wassermühle mit oberschlächtigem Antrieb, Wasserrad 1849 aus Eisen mit 8 m Durchmesser und 99 Schaufeln, 35 Umdrehungen/Minute, Schrotmühle mit 15 PS bis 16 PS Leistung, Mühle war bereits in DDR-Denkmalliste, vermutlich auch Bebauung aus der Zeit um 1850. | 08967673 |
| Direkt Bild zu diesem Denkmal hochladen | Häusleranwesen (vermutlich)                                                                          | Scheergrund 2 (Karte)  | Bezeichnet mit 1826 | Fachwerkwohnhaus am Ortseingang, gegenüber der Scheergrundmühle, wissenschaftlich-dokumentarischer Wert, ortsbildgestaltend. Zwei Geschosse, Fachwerkobergeschoss, sehr malerische Situation mit dem gegenüberliegenden Mühlengrundstück, Stichbogenportal mit Inschrift, über dem Eingang 2011 noch bauzeitliches Mitteldrehflügelfenster, bau- und sozialgeschichtlich von Bedeutung. | 08967672 |
| Direkt Bild zu diesem Denkmal hochladen | Wohnhaus eines Bauernhofes                                                                           | Scheergrund 12 (Karte) | Bezeichnet mit 1847 | Traditionelles Fachwerkwohnhaus, ortsbildcharakterisierender Bau in Gasthofnähe, bau- und sozialgeschichtlich von Bedeutung. Zwei Geschosse, fünf Achsen, Sichtfachwerk im Obergeschoss. | 08967674 |

## Tabellenlegende
- Bild: Bild des Kulturdenkmals, ggf. zusätzlich mit einem Link zu weiteren Fotos des Kulturdenkmals im Medienarchiv Wikimedia Commons. Wenn man auf das Kamerasymbol klickt, können Fotos zu Kulturdenkmalen aus dieser Liste hochgeladen werden:
- Bezeichnung: Denkmalgeschützte Objekte und ggf. Bauwerksname des Kulturdenkmals
- Lage: Straßenname und Hausnummer oder Flurstücknummer des Kulturdenkmals. Die Grundsortierung der Liste erfolgt nach dieser Adresse. Der Link (Karte) führt zu verschiedenen Kartendiensten mit der Position des Kulturdenkmals. Fehlt dieser Link, wurden die Koordinaten noch nicht eingetragen. Sind diese bekannt, können sie über ein Tool mit einer Kartenansicht einfach nachgetragen werden. In dieser Kartenansicht sind Kulturdenkmale ohne Koordinaten mit einem roten bzw. orangen Marker dargestellt und können durch Verschieben auf die richtige Position in der Karte mit Koordinaten versehen werden. Kulturdenkmale ohne Bild sind an einem blauen bzw. roten Marker erkennbar.
- Datierung: Baubeginn, Fertigstellung, Datum der Erstnennung oder grobe zeitliche Einordnung entsprechend des Eintrags in der sächsischen Denkmaldatenbank
- Beschreibung: Kurzcharakteristik des Kulturdenkmals entsprechend des Eintrags in der sächsischen Denkmaldatenbank, ggf. ergänzt durch die dort nur selten veröffentlichten Erfassungstexte oder zusätzliche Informationen
- ID: Vom Landesamt für Denkmalpflege Sachsen vergebene, das Kulturdenkmal eindeutig identifizierende Objekt-Nummer. Der Link führt zum PDF-Denkmaldokument des Landesamtes für Denkmalpflege Sachsen. Bei ehemaligen Kulturdenkmalen können die Objektnummern unbekannt sein und deshalb fehlen bzw. die Links von aus der Datenbank entfernten Objektnummern ins Leere führen. Ein ggf. vorhandenes Icon  führt zu den Angaben des Kulturdenkmals bei Wikidata.